# Rio Beica (Mureș)
O Rio Beica é um rio da Romênia afluente do Rio Mureş, localizado no distrito de Mureş.